# 阿瓦隆 (密西西比州)

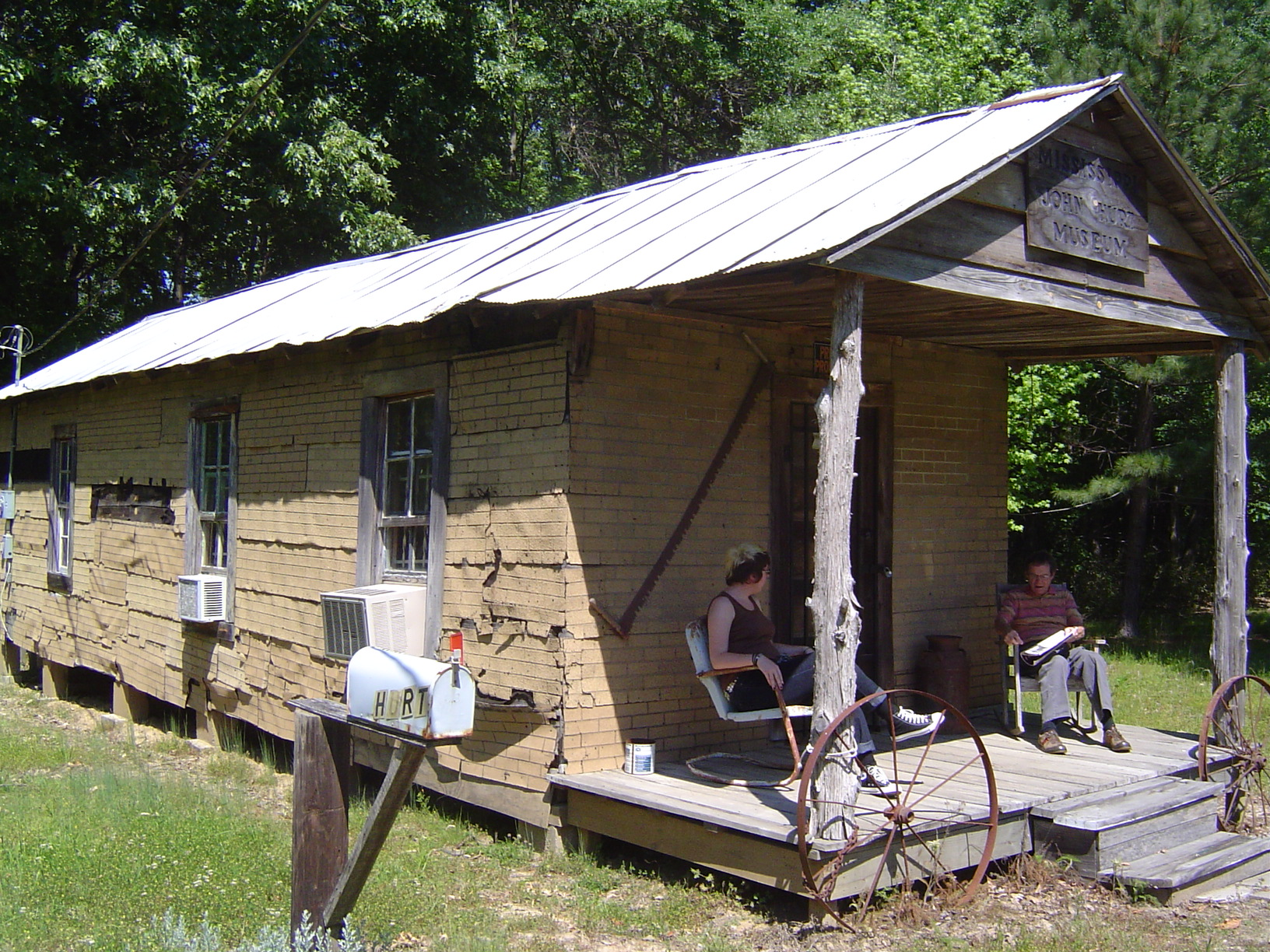
阿瓦隆的約翰·赫特博物館（John Hurt museum）

阿瓦隆（英語：Avalon）是美国密西西比州的卡洛尔县的一个非建制地区。
阿瓦隆位于密西西比州的格林伍德市以北12英里的地方。它在1960年代初它的大部分地区几乎是没人居住的，也不再在地图上标记，除了一个教堂、之前的一个商店和几间房子还留在那里。密西西比·约翰·赫特（Mississippi John Hurt）的房子现在成为一个博物馆，并且不定期用来为附近地区举办蓝调和福音音乐节。
阿瓦隆是密西西比州格林伍德市小型居住区的一部分。
蓝调音乐家密西西比·约翰·赫特就是在阿瓦隆长大的，并且在这里度过了他人生的大部分时间。